# هر کس می‌تواند گیتار بنوازد (فیلم)
«هر کس می‌تواند گیتار بنوازد» (انگلیسی: Anyone Can Play Guitar (film)) یک فیلم مستند به کارگردانی جان اسپیرا است که در سال ۲۰۱۰ منتشر شد. عنوان فیلم برگرفته از ترانه ای از ردیوهد به همین نام است.